# Самуэль, Сильвио
Си́львио Самуэ́ль (англ. Silvio Samuel; род. в 1975 году, Бразилия) — профессиональный культурист. В настоящее время проживает в Калифорнии.

## Биография

### Ранние годы
Сильвио Самуэль родился в 1975 году в Бразилии. Через какое-то время Сильвио вместе с семьёй переехал в Нигерию. Когда Сильвио было четырнадцать лет, Иван Ганев (англ. Ivan Ganev), тренер национальной сборной Нигерии по пауэрлифтингу, почувствовал в мальчике недюжинный потенциал и пригласил его в команду.
На протяжении нескольких лет Сильвио в составе сборной принимал участие в различных соревнованиях по пауэрлифтингу. Кроме того, он установил несколько рекордов, которые до сих пор остаются непревзойдёнными.
В возрасте девятнадцати лет Сильвио вместе со своим тренером посетил Россию, где обучался современным методам тренировок.
Через какое-то время Сильвио вошёл в состав сборной Испании по пауэрлифтингу, но перенесённая в 1998 году операция по удалению аппендицита вынудила его завершить свою карьеру в тяжёлой атлетике. После этого Сильвио не тренировался в течение двух лет. Всё это время он работал в Мадриде в качестве вышибалы в различных барах и на дискотеках.

### Карьера культуриста
Поначалу Сильвио не проявлял интереса к культуризму, но всё изменилось после того, как он случайно встретил нескольких испанских бодибилдеров, которые убедили Сильвио пойти в тренажёрный зал и начать выступать на соревнованиях по бодибилдингу. В 2001 году он выиграл своё первое любительское шоу. В течение следующих трёх лет Сильвио выступал в Национальной (англ. National Amateur Bodybuilders Association, NABBA) и Всемирной Любительской Ассоциации Бодибилдеров (англ. World Amateur Body Building Association, WABBA). За это время он выиграл несколько престижных титулов, в том числе и «Мистер Вселенная» (англ. «Mr. Universe»).
В июне 2006 года атлет получает профессиональный статус в Международной Федерации Бодибилдеров (англ. International Federaion of Bodybuilders, IFBB).

### Личная жизнь
Не женат. У Сильвио также есть один брат и шесть сестёр.

## История выступлений
| Год  | Соревнования       | Место |
| ---- | ------------------ | ----- |
| 2009 | Мистер Олимпия     | 11    |
| 2009 | Арнольд Классик    | 5     |
| 2009 | Гран При Австралия | 2     |
| 2009 | Нью-Йорк Про       | 4     |
| 2009 | Айронмен Про       | 1     |
| 2008 | Мистер Олимпия     | 7     |
| 2008 | Арнольд Классик    | 5     |
| 2008 | Хьюстон Про        | 1     |
| 2008 | Айронмен Про       | 4     |
| 2007 | Айронмен Про       | 4     |
| 2007 | Мистер Олимпия     | 7     |
| 2007 | Европа Супершоу    | 1     |
| 2007 | Колорадо Про       | 3     |
| 2007 | Кейстоун Про       | 5     |
| 2007 | Арнольд Классик    | 6     |
| 2007 | Сакраменто Про     | 2     |
| 2007 | Нью-Йорк Про       | 5     |
| 2006 | Санта-Сусанна Про  | 4     |
| 2006 | Европа Супершоу    | 6     |
| 2006 | Нью-Йорк Про       | 14    |

## Интересные факты
- Сильвио Самуэль свободно владеет восемью языками[1][2].